# General Electric GEnx
General Electric GEnx ("General Electric Next-generation") — вдосконалений турбовентиляторний двигун з подвійним ротором, осьовим компресором і високим коефіцієнтом двоконтурності, який виробляє GE Aerospace для Boeing 747-8 і 787. GEnx замінив CF6 у лінійці продуктів GE.

## Розробка
Станом на 2016 рік GEnx і Rolls-Royce Trent 1000 були обрані Boeing після другого туру між трьома великими виробниками двигунів. У GEnx використовуються деякі технології від двигуна GE90, зокрема лопаті вентилятора зі стрілоподібними композитними матеріалами та 10-ступінчастий компресор високого тиску (HPC), представлений у попередніх варіантах двигуна. Двигун містить композитну технологію в корпусі вентилятора.